# 닥리넨세
닥리넨세(སྟག་རི་གཉན་གཟིགས)는 토번의 제31대 짼뽀이다. 토번의 국력을 크게 신장시켰고, 12개의 왕국을 정복한 뒤 신하이자 호족으로 삼았다. 사망 당시 40살이었다.
| 전 대 둥녠데뎁 | 제31대 토번국 짼뽀 579년 - 619년 | 후 대 남리뢴짼 |

| 전임 둥녠데뎁 | 티베트의 국가 원수 579년 ~ 619년 | 후임 남리뢴짼 |